# 蓮池薫
蓮池 薫（はすいけ かおる、1957年（昭和32年）9月29日 - ）は、日本の著述家、翻訳家、大学教員。北朝鮮による拉致被害者。新潟産業大学経済学部教授。

## 人物
新潟県柏崎市出身。新潟県立柏崎高等学校を経て中央大学法学部に進学、1978年（昭和53年）夏、大学3年生（当時20歳）のとき北朝鮮工作員によって拉致され、2002年（平成14年）10月に帰国するまでの24年間、北朝鮮において主として日本の新聞翻訳業務を強いられる生活を送る。帰国後、復学して中央大学法学部を卒業、その後新潟大学大学院に進んで修士課程修了。新潟産業大学経済学部教授。
著書『半島へ、ふたたび』により新潮ドキュメント賞を受賞した（2009年8月27日
）。蓮池透の実弟。

## 来歴

### 生い立ち
蓮池薫は、1957年、学校教員の父、市役所職員の母の次男として生まれた。彼が通った柏崎市立日吉小学校は1学年1クラスの小規模校で、3学年上の兄・透と釣りをすることが多かった。透も薫も「おばあちゃん子」だった。小学校1年生のとき、オート三輪にはねられ砂利道を10数メートルも引きずられる交通事故で大けがをし、一時は左足の切断も検討されたが、何度も手術と入院を繰り返して大事なきを得た。市立西中通中学校では野球部に入部し、捕手として活躍、主将を務めた。3年次には、新潟県大会で準優勝を果たし、ナゴヤ球場でおこなわれた中部日本大会に出場している。県立柏崎高等学校では演劇部に所属した。中央大学法学部には現役で合格している。

### 北朝鮮に拉致
1978年（昭和53年）7月31日、中央大学法学部3年在学中に、夏休みで実家に帰省していたところを拉致された。その日の午後6時、蓮池薫はグループ交際を通じて知り合った奥土祐木子と柏崎市立図書館で待ち合わせをしていた。奥土祐木子は当時22歳で、カネボウの美容指導員として働いていた。図書館は海岸から250メートルしか離れておらず、海辺は2人がよく散歩する場所であった。蓮池は母親に「ちょっと出かける。すぐ帰る」と言って、奥土祐木子は職場の上司に「コーヒーを一杯飲んで午後8時までには帰ります」といって出かけていた。
海岸で散歩をしていた2人に3、4人組の男が近づき、そのうちの1人が「すいません、たばこの火を貸してくれませんか」と声をかけ、次の瞬間、蓮池の眉間を激しく殴って顔がはれあがるほどになった。その後、蓮池は男の1人に「静かにしなさい」と言われ、頭から袋をかぶせられてボートに乗せられた。やがて工作船に移され、薬を打たれ、意識が朦朧とするなかで目隠しの隙間から柏崎の明かりが遠のくのを感じた。船が着いたところは北朝鮮北東の港町、清津であった。図書館の前には蓮池の乗ってきた自転車が放置されていた。実家の机の上には大学に提出する書きかけのレポート、学生証、運転免許証が残されていた。拉致実行犯はのちに、朝鮮民主主義人民共和国の工作員、通称チェ・スンチョル、通称ハン・クムニョン、通称キム・ナムジンと判明した。
清津の港にも、のちに移送された平壌郊外の招待所にも祐木子の姿はなかった。しばらくの間、彼は現実を受け入れることができなかったという。蓮池は「彼女はどうしたのか」「日本へ帰せ」と何度も抗議した。係員は初めは冷笑する程度の反応だったが、次第に「いつまで言っているんだ」とでもいうような険しい態度へと変化し、彼は生命の危険を感じた。絶望のなかにあった蓮池は、まずは状況を正確に理解するため朝鮮語を覚えることを決心した。北朝鮮では、日本でいだいていた弁護士の夢は諦めざるを得なかった。
希望の光がいくらか差し込んだのは、奥土祐木子の生存を知った時である。北朝鮮に連れて来られて約2年後、互いに日本にいると思い込まされていた2人が引き合わされた。溺れていた人間が助けられたような気持ち、蓮池はその時の心境をふりかえる。1980年（昭和55年）5月、蓮池は祐木子と所帯を持ち、その後、2人は1年半後に長女、3年後に長男をもうけた。拉致されてから3年間は、日本から助けが来ると信じていた。しかし、その後は「プラス思考に転じた」と蓮池は語る。彼が言う「プラス思考」とは、「日本に帰りたいなんて考えないこと」であった。できもしないことを毎日考え、望んでも、狂死するしかない、それなら、日本人としての人生を捨てるしかない。そのとき支えになるのは、子どもへの愛情であり、子どもの成長の喜びと将来への期待だけであった。北朝鮮での生活における新しい夢、それは子どもであった。2人は話し合い、反日国家の北朝鮮で人びとから差別されずに生きていくには「日本人」であることは不利だと考え、子どもたちには自分たちを「帰還事業で北朝鮮に来た在日朝鮮人」と思い込ませることにした。そして、将来子どもが北朝鮮工作員として召喚されるリスクを減らそうとして、日本語はあえて教えないと決めたのである。
1980年1月に初めて拉致事件の存在をスクープした産経新聞の阿部雅美は、1979年（昭和54年）に柏崎の蓮池家を取材で訪ねた際、彼の両親から「夫婦で柏崎近辺から新潟市あたりまでの100キロにもおよぶ長い海岸を棒で突きながら歩いたこと、東京や名古屋など遠方を訪ねたりして探し続けていたこと、いつ戻ってもいいように東京の下宿先の家賃を払い、大学には休学届を出したこと」などを聞いた
。兄は就職したばかり、妹はまだ高校生だったので、影響も考えて警察の捜査は非公開だった。阿部は「当時は非公開だったが、苦しい胸の内を聞いてほしかったのかもしれない。親心にふれ、不覚にも涙が出た」と当時を振り返っている。
蓮池薫によれば、当時の北朝鮮には世界じゅうから青年たちが集められており、当初、北朝鮮当局は彼らを工作員に仕立てようとしていたという。しかし、1978年に拉致されたレバノン人女性が、その翌年に国外に出た機会を利用して現地大使館に駆け込んで逃亡したため、拉致被害者は語学指導を担当させられることになった。そして、1987年（昭和62年）の大韓航空機爆破事件で日本からの拉致被害者（「李恩恵」）が日本語教師をしていたと報道されてからは、翻訳の仕事を命じられるようになった。また、北朝鮮が2002年に出した報告書で「1993年3月に自殺した」ことになっている拉致被害者、横田めぐみとは1994年まで同じ地区で暮らしていたことを証言した。増元るみ子については、同報告書では「1979年4月に結婚し81年に死亡した」ことになっているが、1978年秋から1979年10月25日まで祐木子と一緒に暮らしていた。なお、その期間、増元と祐木子は3度の転居を強いられたという。
1990年代後半、蓮池が日本の新聞を翻訳させられていた時、1997年（平成9年）結成の「北朝鮮による拉致被害者家族連絡会」（「家族会」）に関する新聞記事が目にとまり、写真に写った年老いた両親の姿を見た。彼は「特に父は年齢以上に老けていたように見えた。それも自分のせいかと、ぎゅっと締め付けられる思いがし、酸っぱい胃液が込み上げてきた。いつしか望郷の念で胸がいっぱいになった」という。それに対し、1997年以降の朝鮮労働党の機関紙「労働新聞」での拉致関連記事の論調は「拉致はねつ造」「日本反動勢力の策動」というものであり、いつしか蓮池らの所に「労働新聞」が届けられなくなることがあった。その理由を配達人に質問すると「拉致関連記事の掲載日は配るなとの指示があった」ということだった。この頃になると、日本でも拉致問題に関する関心が高まり、1998年、柏崎では高校時代の同級生らによって「再会をめざす会」が発足、中央大学でも「中大生を救う会」が結成された。
2002年（平成14年）6月、山あいの招待所に住まわされていた蓮池夫妻は、平壌市内の高層アパートへの転居を命じられた。当時北朝鮮は拉致犯罪をごまかすために、「ボートで漂流し、日本海で救助された後、平壌で幸せに暮らしている」という虚偽の筋書きで、蓮池夫妻を「行方不明者」として公表し、両親を北朝鮮に面会のため呼び寄せるという計画を水面下で進めていた。ソビエト連邦崩壊や金日成死後の大飢饉で困窮し、経済的に追い込まれた北朝鮮は、日本との関係修復を狙って蓮池薫らの存在を認め、偽りのシナリオを蓮池に覚えさせたのである。彼は当時の心境を「正直、両親と再会できる喜びより、子どもの将来の不安の方が大きかった」と振り返っている。同年9月17日、日朝首脳会談で北朝鮮はそれまで否定し続けていた拉致の事実を認め、「蓮池薫生存」を公表した。その際、北朝鮮当局が提示した報告書によれば、彼の朝鮮名は「パク・スンチョル」、肩書は「現職、朝鮮社会科学院民俗研究所 資料室翻訳員」であった。

### 帰国
2002年10月15日午後2時19分、蓮池夫妻ら5人を乗せた政府専用機が羽田空港に到着し、地村夫妻につづいて薫が妻の祐木子と腕を組んで現れ、最後に曽我ひとみが飛行機を降りた。薫は最初に妹・みどりの姿を見つけ、兄と妹で会話をしたあと両親の前に立ち、父と抱き合い、母と抱き合った。拉致された当時、みどりはまだ高校生だった。薫は帰国したものの、それは当初あくまでも「一時帰国」としてであった。子どもたちは北朝鮮に置いてきた。彼自身も北朝鮮に帰るつもりであった。
滞在期間は3週間であった。蓮池薫は「拉致は許した」「我々は朝鮮から国交正常化のために来た使節団だ」「俺がここに来たのは朝鮮公民としてだ」「朝鮮公民として祖国統一に尽くす」と話し、また、しきりに「北朝鮮に遊びに来い」と語った。24年ぶりに再会を果たした家族の前で横田滋・早紀江夫妻にだけ執拗に会いたがり、朝鮮赤十字会の職員の電話番号をしきりに聞きたがった。こうした薫の言動に家族は不審の念をいだき、苛立ち、怒り、ときには嫌悪感さえ抱くことがあった。「北朝鮮に帰ってしまったら、また24年間会えなくなる」「足に鎖をつけてでも北朝鮮には返さない」、家族は必死に北朝鮮への帰国を思いとどまるよう説得した。しかし、そのようにすることは、彼と子どもたちを引き離すことになり、自分たちが24年間味わった苦しみの日々を拉致被害者である彼に味わわせることになる。この葛藤に家族も彼自身も苦悩した。
帰国後、蓮池薫の柏崎の実家には連日のように友人たちが集い、思い出話をして24年の空白を埋めていった。「ああ、やっぱり友達はいいなあ。ふるさとはいいなあ」、彼はこのような独り言を言うようになった。10月21日、彼の小中学校時代からの親友丸田に夜中まで説得された。丸田は帰り際に「俺にも親がいる。お前より親が大事だから俺は家に帰る。生涯俺は親を大事にする」と言い残した。次の日も丸田は、蓮池家が当夜宿泊する赤倉温泉をおとずれ、涙ながらに彼を説得、家族もこんこんと説得した。その2日後、薫は兄・透に「俺は腹をくくった。北朝鮮には戻らない。日本で子供を待つ」と打ち明けた。2002年10月25日、蓮池薫と奥土祐木子は柏崎市役所に婚姻届を出した。彼が日本永住の意思を公表したのは、11月5日のことであった。
2004年（平成16年）5月22日、小泉純一郎首相が再訪朝して第2回日朝首脳会談が開かれ、蓮池夫婦の2人の子どもが日本に到着した。薫は「北は経済援助を焦っていたので、われわれが粘れば子供を返すはず」と考え、1年半耐えて子供を取り戻したと当時を振り返っている。蓮池夫妻は、実は、北朝鮮での監禁生活のなかで子どもが出生した際、朝鮮名と同時に内密に日本名もつけていた。自然にその名を受け入れた子供たちに彼は言う、「日本には未来の目標を追う自由がある」と。
蓮池薫は、2003年（平成15年）4月から柏崎市役所の非常勤職（広報担当）として働きはじめ、2005年（平成17年）から学校法人柏専学院嘱託職員となり、新潟産業大学で韓国語の教育に従事するかたわら、2004年9月24日、除籍されていた中央大学法学部に復学した。中央大学は、1976年の入学当時と同じ卒業単位数とし、彼には当時と同じ学籍番号を使用してもらうこととした。学業のかたわら韓国語文献の翻訳者としての仕事をこなし、2005年に初の訳書である金薫の『孤将』を刊行した。2008年（平成20年）3月、薫は中央大学法学部法律学科を卒業した。卒業にあたり、彼は一方では喜びながらも「やはり悔しい。拉致という悲惨さを感じずにはいられなかった」と複雑な心中を語った。
蓮池薫はその後も学問の道をあゆみ、2010年、新潟大学大学院現代社会文化研究科社会文化論専攻（韓国・朝鮮史）博士前期課程に入学した。2013年3月に修了し、文学修士の学位を授与されている。新潟産業大学では、2008年4月から国際センター特任講師、2009年（平成21年）に同大学経済学部特任講師、2010年（平成22年）から専任講師を経て、2013年（平成25年）4月には准教授に昇任した。また、2018年（平成30年）4月からは同大学の国際センター長を務めている。帰国後は日本各地で講演を行い、自身の生々しい拉致体験や帰国後のできごとなどを語りながら、拉致によって「人生の夢、家族の絆、命以外のすべてを奪われた」と訴えている。

## 趣味
- 小学生時代の蓮池は、グラウンドでキャッチボールをしたり、冬は裏山でスキーをしたり、のびのびと育った[5]。中学時代は野球部に入り、拉致の悲劇のあった1978年7月31日の当日も、友人と野球を楽しんだ[10]。その日、友人から応援を頼まれて試合に出た蓮池の打撃は周囲の注目を集めていたという[10]。
- 拉致被害を受ける以前からポピュラー音楽が好きで、帰国直前のNHKのニュースでは音楽を聴く蓮池の写真が公開されている。ロックを聴くようになったのは高校時代からで、兄の透の影響だという[33]。帰国直後、透に「CDは知らないだろ?」と言われ、好きだったボブ・マーリーとレーナード・スキナードのCDを見せられた[34][注釈 12]。南こうせつからは2003年1月、『国境の風』を収録したMD、ベストアルバムのCD、激励の手紙を贈られている[35]。

## 見解
- 北朝鮮で過ごした経験から、北朝鮮にとっては体制を維持することが最優先と認識している[36]。拉致問題においては、「北朝鮮が国際的に孤立していく中で、日本は厳しい姿勢を取りつつも、いずれ対話ムードが生まれた際に北朝鮮が呼応しやすいような、軍事技術に転用されないインフラ整備支援策を提示しておくべき」と主張している[36]。また「日本へ帰国して、本当に良かったと思っている。生活の豊かさ、便利さ、言論の自由が日本にはあるが、北朝鮮で拉致された日本人は、食糧は配給制、服など生活必需品は毎月支給される30ドル（約3,000円）で賄い、生きがいもなかった」と胸の内を語っている[36]。
- 拉致被害者の安否確認について、彼は「北朝鮮は調査すると言うが、どこに誰が暮らしているかはすべて把握しているので必要ない」と指摘している[22]。日本政府に対しては「核問題やミサイル問題もあるが、同一にせず拉致を最優先にして解決してもらいたい。日本の関心が薄れたと思ったら何をするか分からない。必死に『返せ』と言い続けること」を期待しており、北朝鮮の望む経済支援に関連して「犯罪者に何の見返りか、というのは正論だが、食糧支援など核やミサイルに使われない形での見返りも必要になる」と述べ、被害者の帰還を最優先として「見返り」を含めた交渉の推進を提案している[22]。

## 著書
- 『蓮池流韓国語入門』文藝春秋〈文春新書〉、2008年10月。ISBN 978-4166606597。
- 『私が見た、「韓国歴史ドラマ」の舞台と今』講談社、2009年3月。ISBN 978-4062148092。
- 『半島へ、ふたたび』新潮社〈新潮文庫〉、2011年12月（原著2009年）。ISBN 978-4101362212。 - 第8回新潮ドキュメント賞受賞
- 『夢うばわれても 拉致と人生』PHP研究所〈100年インタビュー〉、2011年10月。ISBN 978-4569781938。
- 『拉致と決断』新潮社〈新潮文庫〉、2015年3月（原著2012年）。ISBN 978-4101362229。
- 『日本人拉致』岩波書店〈岩波新書〉、2025年5月。ISBN 978-4004320647。

## 訳書
- 金薫『孤将』新潮社、2005年5月。ISBN 978-4105757014。 - ドラマ『不滅の李舜臣』の原作小説　
  - （文庫版）金薫『孤将』新潮社〈新潮文庫〉、2008年5月。ISBN 978-4102169711。
- 朴美景『走れ、ヒョンジン!』ランダムハウス講談社、2005年7月。ISBN 978-4270000878。
- ハン・チャンウク『成功への道—お金持ちになる「心得71」あなたも自分を変えてみませんか』産経新聞出版、2005
- 咸翰姫、許仁順『冬ソナと蝶ファンタジー-韓国から見た日本の韓流ブーム』光文社〈光文社ペーパーバックス〉、2006年1月。ISBN 978-4334933739。
- クォン・デウォン『ハル 哲学する犬』ポプラ社、2006年2月。ISBN 978-4591091487。
- キム・ジョンヒョン『母よ ヘギョンの愛した家族』ワニブックス、2006年3月。ISBN 978-4847016530。
- 成和鏞『2015年のサムスン アジア最強企業の未来戦略』光文社〈光文社ペーパーバックス〉、2006年4月。ISBN 4334933807。
- ユ・サンチョル、チョン・ヒョンモク、チョン・ガンヒョン、アン・ヘリ、キム・ジュンスル『韓流熱風—映画・テレビドラマ・音楽 強さの秘密』朝日新聞社、2006年5月。ISBN 978-4022502148。
- リュ・シファ『君がそばにいても僕は君が恋しい』集英社クリエイティブ、2006年10月。ISBN 978-4777710096。
- 孔枝泳『私たちの幸せな時間』新潮社、2007年5月。ISBN 978-4105055516。
- コウ・チョウ・ヘソン『ひとの役に立つ人間になりなさい。徳は才に勝る。-人生でもっとも大切な2つの訓え-』海竜社、2007年8月。ISBN 978-4759309843。
- クォン・デウォン『ハル(2)  哲学する犬からの伝言』ポプラ社、2007年11月。ISBN 978-4591099988。
- ユ・ヒョンミン、王一民『母と旅した900日』武田ランダムハウスジャパン、2008年2月。ISBN 978-4270003077。
- パク・ヒョンウク『もうひとり夫が欲しい』新潮社、2008年3月。ISBN 978-4105058319。
- ホ・ジノ、キム・ヘヨン『ハピネス』武田ランダムハウスジャパン、2008年10月。ISBN 978-4270004166。
- チョン・オクビョウ『韓国最強企業サムソンの22の成功習慣』CCCメディアハウス、2008年11月。ISBN 978-4484081038。
- 李明博『オモニ ホームレスから大統領へ』講談社、2008年12月。ISBN 978-4062149396。
- 孔枝泳『楽しい私の家』新潮社、2010年7月。ISBN 978-4105055523。
- 孔枝泳『トガニ 幼き瞳の告発』新潮社、2012年5月。ISBN 978-4105055530。

## 出演
- BSスペシャル「拉致 蓮池薫 23年目の告白」（2025年2月13日、NHK BS）[37]